# Jacques Krauss
Jacques Krauss, né le 21 octobre 1900 à Paris (17e), ville où il est mort dans le 15e arrondissement le 8 juin 1957, est un chef décorateur français.

## Biographie
Fils de l'acteur et réalisateur Henry Krauss (1866-1935), Jacques Krauss débute au cinéma en 1933 comme chef décorateur, contribuant à une quarantaine de films français (plus une coproduction), le dernier sorti en 1957, année de sa mort.
On lui doit notamment les décors de huit films réalisés par Julien Duvivier, dont Pépé le Moko (1937, avec Jean Gabin dans le rôle-titre et Mireille Balin) et La Fin du jour (1939, avec Louis Jouvet et Michel Simon). Il travaille également pour les réalisateurs Roger Richebé (ex. : Madame Sans-Gêne en 1941, avec Arletty et Aimé Clariond), Claude Autant-Lara (ex. : Douce en 1942, avec Odette Joyeux, Roger Pigaut et Madeleine Robinson), Serge de Poligny (ex. : La Fiancée des ténèbres en 1945, avec Pierre Richard-Willm et Jany Holt), ou encore Richard Pottier (ex. : Caroline chérie en 1951, avec Martine Carol et Jacques Dacqmine), entre autres.

## Filmographie
(à priori complète)
- 1933 : Les Deux Canards d'Erich Schmidt
- 1934 : Le Paquebot Tenacity de Julien Duvivier
- 1934 : Si j'étais le patron de Richard Pottier
- 1934 : Maria Chapdelaine de Julien Duvivier
- 1935 : Escale de Louis Valray
- 1935 : Un oiseau rare de Richard Pottier
- 1935 : Monsieur Sans-Gêne de Karl Anton
- 1935 : La Bandera de Julien Duvivier
- 1936 : Mademoiselle ma mère d'Henri Decoin
- 1936 : La Belle Équipe de Julien Duvivier
- 1937 : La Dame de Malacca de Marc Allégret (+ version alternative en allemand, titrée Andere Welt, coréalisée par Alfred Stöger)
- 1937 : L'Affaire du courrier de Lyon de Claude Autant-Lara et Maurice Lehmann
- 1937 : L'Homme du jour de Julien Duvivier
- 1937 : Accord final d'I.R. Bay et Douglas Sirk (film franco-suisse)
- 1937 : Une femme sans importance de Jean Choux
- 1937 : Pépé le Moko de Julien Duvivier
- 1937 : Claudine à l'école de Serge de Poligny
- 1938 : Entrée des artistes de Marc Allégret
- 1938 : Altitude 3200 de Jean Benoît-Lévy et Marie Epstein
- 1938 : Café de Paris d'Yves Mirande et Georges Lacombe
- 1939 : La Charrette fantôme de Julien Duvivier
- 1939 : La Fin du jour de Julien Duvivier
- 1941 : Madame Sans-Gêne de Roger Richebé
- 1942 : Le Mariage de Chiffon de Claude Autant-Lara
- 1942 : Monsieur La Souris de Georges Lacombe
- 1942 : Romance à trois de Roger Richebé
- 1943 : Le Baron fantôme de Serge de Poligny
- 1943 : Douce de Claude Autant-Lara
- 1944 : Le Voyageur sans bagage de Jean Anouilh
- 1945 : La Fiancée des ténèbres de Serge de Poligny
- 1946 : Sylvie et le Fantôme de Claude Autant-Lara
- 1946 : Les J3 de Roger Richebé
- 1947 : Les Aventures de Casanova de Jean Boyer
- 1947 : Capitaine Blomet d'Andrée Feix
- 1947 : Le Fugitif de Robert Bibal
- 1949 : Monseigneur de Roger Richebé
- 1949 : Tous les deux de Louis Cuny
- 1949 : Du Guesclin de Bernard de Latour
- 1950 : Et moi j'te dis qu'elle t'a fait d'l'œil de Maurice Gleize
- 1951 : Gibier de potence d'André Baud et Roger Richebé
- 1951 : Caroline chérie de Richard Pottier
- 1952 : Un caprice de Caroline chérie de Jean Devaivre
- 1955 : Le Fils de Caroline chérie de Jean Devaivre
- 1957 : Élisa de Roger Richebé